# 乌德瓦拉市镇
乌德瓦拉市镇（瑞典語：Uddevalla kommun）是瑞典西部西约塔兰省的一个市镇。其治所位于乌德瓦拉。
2023 年 9 月以來，歐洲爆發了影響反芻動物並透過蜱蟲傳播的藍舌病，瑞典首例病例於 2024 年 9 月 12 日在烏德瓦拉市的牛群中發現。